# Cowboy and the Senorita
Cowboy and the Senorita è un film del 1944 diretto da Joseph Kane.
È un film western statunitense con Roy Rogers, Mary Lee e Dale Evans.

## Produzione
Il film, diretto da Joseph Kane su una sceneggiatura di Gordon Kahn con il soggetto di Bradford Ropes, fu prodotto da Harry Grey per la Republic Pictures e girato nel Walker Ranch a Newhall, nel ranch di Corriganville a Simi Valley e nell'Iverson Ranch a Chatsworth, in California.

## Colonna sonora
- Cowboy and the Senorita - musica di Phil Ohman, parole di Ned Washington, cantata da Roy Rogers
- What'll I Use for Money? - musica di Phil Ohman, parole di Ned Washington
- The Enchilada Man - musica di Phil Ohman, parole di Ned Washington
- Bunk House Bugle Boy - scritta da Tim Spencer e Bob Nolan
- Besame mucho - scritta da Consuelo Velázquez
- She Wore a Yellow Ribbon - scritta da George A. Norton

## Distribuzione
Il film fu distribuito negli Stati Uniti dal 13 maggio 1944 al cinema dalla Republic Pictures. È stato distribuito anche in Brasile con il titolo Pulseira Misteriosa.

## Promozione
Le tagline sono:
- "Romance! Rhythm! Revelry! with Roy Rogers".
- "Brimming with Romance...flooded with melody...bursting with action---it's Roy's most zestful musical adventure!".